# Национал-социалистическое движение Дании
Национал-социалистическое движение Дании (ДНСБ) — ультраправая организация в Дании. Считается преемником ДНСАП, которая была основана в середине 30-х годов XX века. После Второй мировой войны партия прекратила существование, но в период 1952—1972 годов несколько её бывших членов публиковали статьи в журнале Fædrelandet (Отечество). Движение реформировалось и распускалось несколько раз за период 1972 — 1991 годов. Современная организация, существующая по сей день, была основана 1 сентября 1991 года Джонни Хансеном.
Возобновилось издание журнала Fædrelandet, началась трансляция собственного радио под названием Oasen. Она транслировалась в Интернете и коммуне Греве. Согласно законам, получила право на поддержку из государственных фондов. В мае 2004 года радиостанция признана расистской и снята с государственного финансирования. Однако радиостанция продолжает вещать 62 часа в неделю за счет финансирования, полученного от частных лиц.
Численность составляет 1000 человек, но активных членов около 150.
Участвовала в выборах муниципального совета Греве в 1997 (0,5 %) и 2001 годах (0,23 %). В 2005 году ДНСБ участвовала в региональных выборах, что вызвало общественный резонанс, так как со времён Второй мировой войны никакая национал-социалистическая партия не участвовала в выборах такого уровня. По итогам региональных выборов ДНСБ получила 0,1 % голосов.